# Parafluoramfetamin
Parafluoramfetamin, vrsta psihoaktivne droge. Drugi nazivi su (RS)-1-(-4-Fluorophenyl)propan-2-amine, p-fluoroamfetamin, 4-FMP .

## Farmakologija
4-FMP je dugo djelujući stimulans SŽS-a i slabi inhibitor monoaminooksidaze koji inhibira reuptake dopamina. Istraživanja koja uspoređuju farmakološka svojstva 4–FMP u odnosu s amfetaminima,  koristeći nekoliko in vivo i in vitro testova (Marona-Lewicka i dr., 1995),  sugeriraju da se dvije supstance poklapaju.

## Djelovanje
P-fluoroamfetamin ima djelovanje slično amfetaminu, a jednim dijelom i MDMA. Toksičnost 4-FMP-a testirana je na ženkama bijelih miševa te uspoređena s djelovanjem amfetamina (Suter i dr., 1941). Fluorirani amfetamin bio je malo toksičniji od nesupstituirane smjese (LD50= 25mg/kg).

## Zakonske mjere
U Hrvatskoj su prve zapljene bile tijekom siječnja 2009. godine. Slijedom toga je stručna radna skupina procijenila rizik od zlouporabe te tvari u RH te su o pojavi izvještena i nadležna tijela EU (EMCDDA i Europol) koja koordiniraju rad EU Sustava ranog upozoravanja u slučaju pojave novih psihoaktivnih tvari. Stručna radna skupina za procjenu potencijalnog rizika od zlouporabe p-fluoramfetamina je zaključila kako je isti potrebno staviti na Popis droga, psihotropnih tvari i biljaka iz kojih se može dobiti opojna droga te tvari koje se mogu uporabiti za izradu opojnih droga, a ista droga stavljena je u Hrvatskoj na Popis opojnih droga 22. travnja 2009. godine.